# Таиландская чакунда
Таиландская чакунда (лат. Anodontostoma thailandiae) — вид лучепёрых рыб из семейства сельдевых (Clupeidae). Распространены в Индо-Тихоокеанской области. Максимальная длина тела 18 см. Морские пелагические рыбы, могут заходить в эстуарии и устья рек.

## Описание
Тело очень высокое; высота тела составляет от 40 до 68% стандартной длины тела у особей длиной более 8 см и увеличивается по мере роста рыб. Рот нижний. Вторая надчелюстная кость веслообразной формы. Многочисленные жаберные тычинки мелкие, на нижней части первой жаберной дуги 46—140 жаберных тычинок. Длина самых длинных тычинок равна или превышает длину жаберных лепестков. Последний луч спинного плавника не удлинённый. Тело покрыто относительно мелкой циклоидной чешуёй. Задние края чешуи зубчатые, зубцы шире промежутков между ними. Чешуйки перед спинным плавником образуют единый срединный ряд. В боковой линии 38—45 чешуй. За жаберными крышками есть большое тёмное пятно.
Максимальная длина тела 18 см, обычно до 12 см.

## Ареал и места обитания
Распространены в восточной части Индийского океана и западной части Тихого океана: Индия, Бангладеш, Таиланд, Индонезия, Малайзия.
Таиландские чакунды — стайные пелагические рыбы. Обитают в прибрежных водах на глубине до 50 м, заходят в эстуарии.